# Zuzanna Kucińska
Zuzanna Kucińska (ur. 9 grudnia 1994 w Warszawie) – polska siatkarka, grająca na pozycji libero. Od sezonu 2019/2020 występuje w drużynie UKS Szóstka Mielec.
W sezonie 2015/16 łączyła grę w drugoligowej ESPES Sparcie z występami w Młodej Lidze w barwach KSZO Ostrowiec Świętokrzyski.

## Sukcesy klubowe
Mistrzostwa Polski kadetek:
- 2010

Mistrzostwa Mazowsza juniorek:
- 2012, 2013

Mistrzostwo I ligi:
- 2018

Memoriał Agaty Mróz-Olszewskiej:
- 2018